# Jemeljan Pugačov

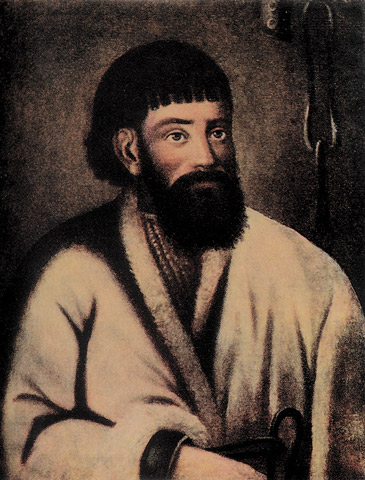
Jemeljan Ivanovič Pugačov (18. století)

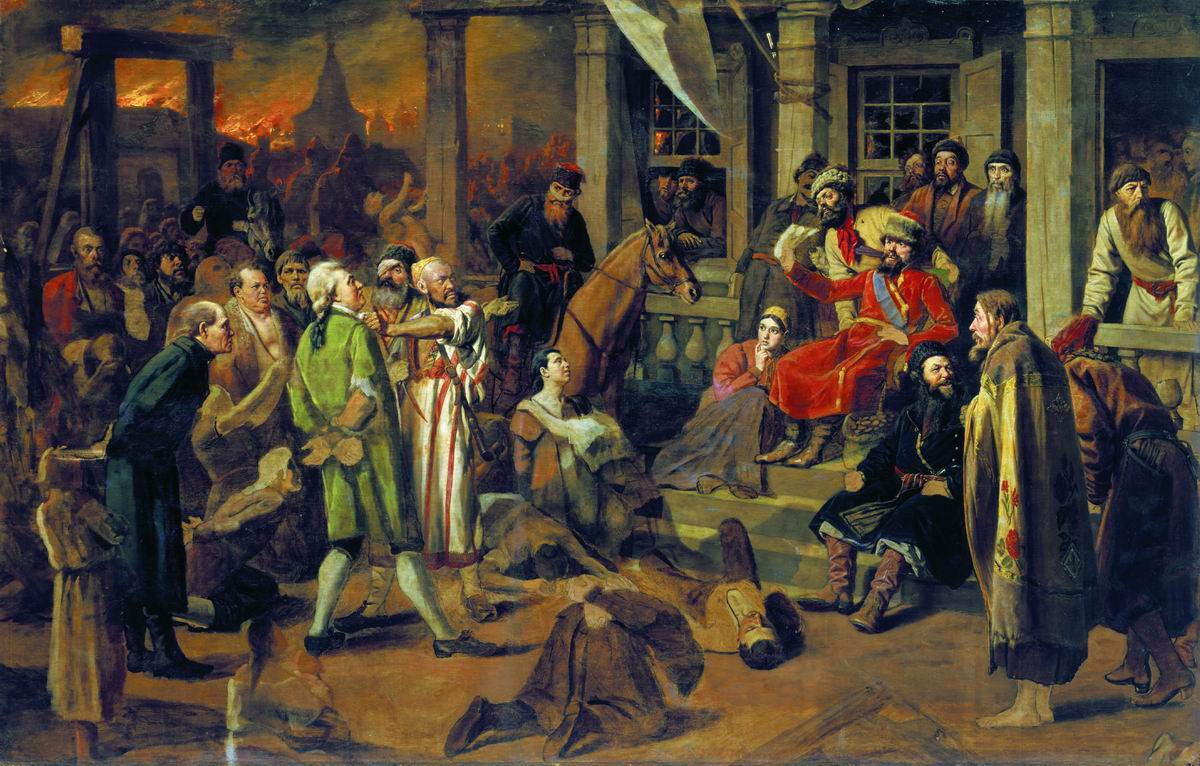
Pugačov soudí zajaté šlechtice
(Vasilij Grigorjevič Perov, 1879)

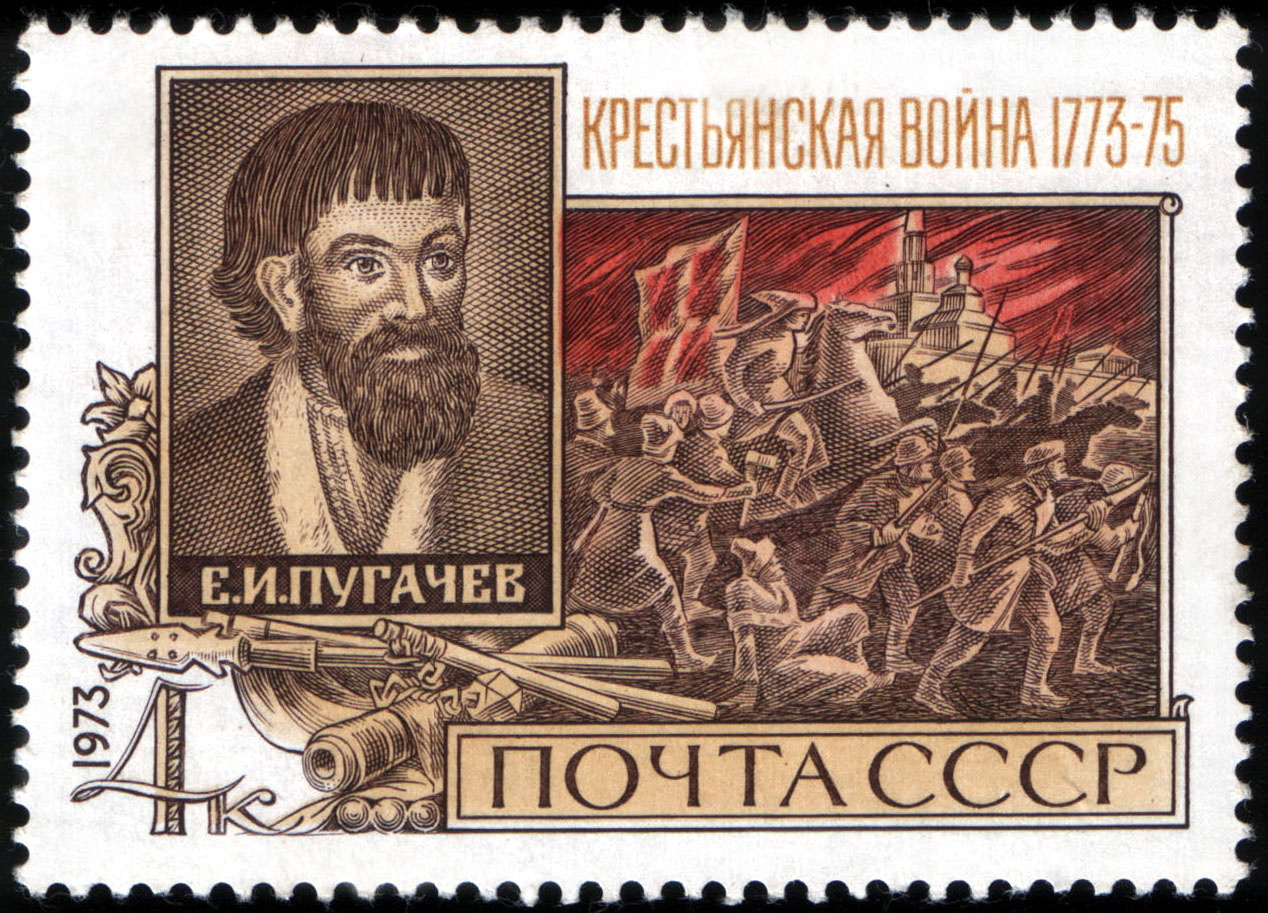
Sovětská známka z roku 1973

Jemeljan Ivanovič Pugačov (či nesprávně Pugačev, rusky Емельян Иванович Пугачёв, * přibližně 1742, Zimovejskaja na Donu (Зимовейская на Дону) – 10. lednajul./ 21. ledna 1775greg. v Moskvě) byl kozáckým vůdcem selského povstání v letech 1773–1775, které bylo podle něj pojmenováno.

## Mládí
Pugačov se narodil zřejmě roku 1742 v Zimovejské stanici na Donu. Pocházel z rodiny donských kozáků. Ve 14 letech ztratil otce, v 17 letech se oženil s Sofií Dmitrijevnou Něďuževovou. Krátce poté narukoval do armády. Jako voják ruské carské armády se zúčastnil sedmileté války v letech 1756–1763. Byl členem 500členného oddílu jezdců, jemuž velel plukovník Ilja Děnisov. Ve válce strávil asi tři roky, prošel mnoha boji, ale nikdy nebyl zraněn. Dále se účastnil též začátku rusko-turecké války, která probíhala v letech 1768–1774. V letech 1771–1772 žil jakýmsi polotuláckým, poloilegálním životem. Důvodem bylo jeho ne zcela jasné propuštění z armády. Několikrát byl zatčen, ale dařilo se mu z vězení uprchnout.

## Vůdce povstání
V květnu 1773 uprchl Pugačov počtvrté z vězení. V té době si zřejmě důkladně promyslel plán, jak vyvolat velkou vzpouru. V srpnu roku 1773 prohlásil, že je zemřelým carem Petrem III., který údajně zázrakem přežil pokus o vraždu ze strany své manželky Kateřiny II. Mezi venkovskými lidmi kolovala o carovi řada legend. Jedna z nich tvrdila, že nebyl zabit, a že důvodem jeho svržení bylo, že chystal zákon na osvobození nevolníků. Lidé toužili mít zase cara, kterému na nich záleží a jenž je zbaví zlých pánů a nespravedlivých zákonů. Pugačov těchto nálad mistrně využil.
15. září téhož roku byl pod jeho „carským“ jménem zveřejněn manifest, který vyhlašoval počátek selského povstání. První manifesty, které Pugačov vydal a řeči, jež pronášel, vypadaly zhruba takto: „Jsem skutečný car a služte mi věrně a poctivě a já vás odměním řekami, moři a pastvinami, peněžitým žoldem, chlebem a olovem, prachem a úplnou svobodou. Vím, že se vám děje křivda, že vás připravují o všechny vaše výsady a berou vám vaši volnost. Proto mi Bůh vrací carství, abych vaši volnost obnovil a přinesl vám blahobyt... Nyní, děti moje, jděte domů a pošlete lidi na předsunutá postavení. Řekněte, co jste zde slyšeli, co vám bylo čteno, a že jsem zde... A zítra ráno vsedněte na koně a přijeďte všichni ke mně.“
Jádro povstalců tvořili staroortodoxní kozáci především z oblasti řeky Jaik (dnes Ural). K nim se připojily baškirské oddíly vedené Salavatem Julajevem a dále také ostatní národy z Povolží. Později se připojili také dělníci z manufaktur v oblasti Uralu a v poslední fázi povstání též mnoho sedláků a nevolníků. Kromě toho, že se věnoval organizaci a šíření povstání, stihl se podruhé oženit. Jeho svatba měla být jakýmsi stvrzením přátelství s jaickými kozáky, nicméně u většiny jeho přívrženců vyvolala spíše nesouhlas. „Copak se někdy stalo, aby si car vzal kozačku... a proto začali mnozí z houfu odcházet... lid poklesl na mysli a reptal: proč se oženil, aniž dokončil své dílo, to jest, ještě než dosáhl trůnu?“
Povstalci obsadili rozsáhlá území od Uralu po Volhu. Podařilo se jim dobýt Kazaň, ale neuspěli při útoku na Caricyn (dnešní Volgograd). Ruská armáda, které byly uvolněny síly mírem s Turky, začala povstalce zle tísnit. Pugačov byl nakonec svými vlastními lidmi v září 1774 vydán ruskému generálovi Suvorovovi, který ho nechal v železné kleci přepravit do Moskvy.
Před soudním procesem byl Pugačov mučen, ve dnech 29.–31. prosince 1774 souzen a uznán vinným z velezrady a povstání proti carevně. Byl odsouzen k smrti a 21. ledna (10. ledna podle starého kalendáře) 1775 sťat na Bolotném náměstí v Moskvě. Původně měl být popraven rozčtvrcením, k tomu však nakonec, na přání samotné Kateřiny II., nedošlo, a byl rozčtvrcen až po dekapitaci. Jeho rodina – dvě manželky, syn, dvě dcery – byla uvězněna v pevnosti Kexholm a bylo jí zakázáno používat příjmení Pugačov. Rodná vesnice byla přejmenována na Potěmkinskou stanici a přesunuta, místo jeho bývalého domu symbolicky posoleno.

## Dědictví
Roku 1918 bylo ruské město Nikolajevsk v saratovské oblasti přejmenováno na jeho počest.
Pugačovova osobnost byla zvěčněna v Puškinově historickém románu Kapitánská dcerka. Puškin v uvedeném díle spojuje Pugačovův osud s osudem šlechtice a důstojníka Petra Alexejeviče Griněva.
V letech 1940–1942 napsal životopisnou operu Jemeljan Pugačov sovětský skladatel Marian Viktorovič Koval (1907–1971).
V roce 1978 byl v Sovětském svazu o tomto kozákovi natočen film.